# Сестеро, Грег
Грегори (Грег) Сестеро (англ. Gregory (Greg) Sestero; род. 15 июля 1978, Уолнат-Крик, Калифорния) — американский актёр и писатель, получивший известность благодаря роли Марка в фильме Томми Вайсо «Комната», а также книге «Горе-творец», рассказывающей об опыте создания «Комнаты».

## Карьера
В начале карьеры работал моделью.
Самой известной работой Сестеро является роль Марка, лучшего друга главного героя, в фильме «Комната». Этот фильм получил очень плохие отзывы критиков и собрал в прокате крайне маленькую сумму. Сестеро говорил, что он работал над фильмом предполагая то, что никто его не посмотрит, и он выйдет сразу на видео. Однако «Комната» стала очень популярна во всем мире именно из-за своего плохого качества и превратилась в «культовую классику». Фильм показывали поздно ночью в кинотеатрах Америки.
В 2011 году стало известно, что Сестеро заключил сделку с издательством Simon & Schuster на создание книги о съёмках «Комнаты» и его попытках стать актёром. Книга вышла в 2013 году под названием «Горе-творец» (была написана в соавторстве с журналистом Томом Бисселлом). В декабре 2017 года книга «Горе-творец» дебютировала в списке бестселлеров по версии New York Times. В том же 2017 году книга стала литературной основой для одноимённого фильма (Сестеро выступил его консультантом).
В 2020 году Сестеро снялся в мини-сериале «Призраки усадьбы Блай».